# Carl Fock (1841–1911)
Carl Berndt Edvard Fock, född den 18 mars 1841 i Stockholm, död den 30 september 1911 i Göteborg, var en svensk militär. Han var son  till Wilhelm Fock.
Fock blev underlöjtnant vid Skånska husarregementet 1859, löjtnant där 1869, ryttmästare där 1879, major där 1887 och överstelöjtnant där 1893. Han beviljades avsked med tillstånd att som överstelöjtnant kvarstå i regementets reserv 1896. Fock blev riddare av Svärdsorden 1881. Han var från 1864 gift med Clara von Hennigs (1844–1917). Makarna vilar på Nya kyrkogården i Helsingborg.